# Список земноводних Японії
Це список земноводних, що трапляються на території Японії. Фауна Японії включає 95 видів земноводних: 48 видів саламандр та 47 видів жаб.

## Хвостаті(Caudata)
Представники ряду Хвостаті відрізняються від інших сучасних земноводних видовженим тілом та наявністю у дорослих тварин хвоста. До нього відносяться саламандри та тритони. Налічує понад 580 видів, з них в Японії трапляється 48 видів.

### Критозябрецеві(Cryptobranchidae)
- Китайська велетенська саламандра (Andrias davidianus)  CR  (інтродукований)
- Японська велетенська саламандра (Andrias japonicus)  NT  (ендемік)

### Кутозубі тритони(Hynobiidae)
- Тритон Ейба (Hynobius abei)  EN  (ендемік)
- Hynobius abuensis[d]  EN  (ендемік)
- Hynobius akiensis[d]  EN  (ендемік)
- Hynobius amakusaensis  CR  (ендемік)
- Hynobius oyamai  VU  (ендемік)
- Hynobius sematonotos  VU  (ендемік)
- Hynobius retardatus[en]  LC  (ендемік)
- Hynobius naevius[en]  EN  (ендемік)
- Hynobius hidamontanus[en]  EN  (ендемік)
- Кутозубий тритон строкатий (Hynobius kimurae)  LC  (ендемік)
- Hynobius utsunomiyaorum[d]  VU  (ендемік)
- Кутозуб рівнинний, Hynobius takedai  EN  (ендемік)
- Hynobius hirosei[fr]  NT  (ендемік)
- Hynobius iwami[d]  EN  (ендемік)
- Hynobius kuishiensis  VU  (ендемік)
- Hynobius nigrescens  LC  (ендемік)
- Hynobius fossigenus[pt]  VU  (ендемік)
- Hynobius katoi[en]  EN  (ендемік)
- Hynobius guttatus  NT  (ендемік)
- Hynobius mikawaensis[pt]  CR  (ендемік)
- Hynobius nebulosus[en]  LC  (ендемік)
- Кутозуб Буланже, Hynobius boulengeri  EN  (ендемік)
- Hynobius dunni[en]  VU  (ендемік)
- Hynobius okiensis  EN  (ендемік)
- Hynobius osumiensis[fr]  EN  (ендемік)
- Hynobius setoi[d]  EN  (ендемік)
- Hynobius setouchi[d]  NT  (ендемік)
- Hynobius stejnegeri[en]  NT  (ендемік)
- Hynobius shinichisatoi[en]  EN  (ендемік)
- Hynobius ikioi[en]  VU  (ендемік)
- Hynobius lichenatus[en]  LC  (ендемік)
- Hynobius tokyoensis[en]  VU  (ендемік)
- Hynobius tosashimizuensis  CR  (ендемік)
- Hynobius tsurugiensis  EN  (ендемік)
- Hynobius tsuensis[en]  LC  (ендемік)
- Hynobius bakan[d]  EN  (ендемік)
- Hynobius vandenburghi  VU  (ендемік)
- Onychodactylus intermedius[fr]  NT  (ендемік)
- Onychodactylus japonicus[en]  LC  (ендемік)
- Onychodactylus kinneburi[fr]  VU  (ендемік)
- Onychodactylus fuscus[en]  EN  (ендемік)
- Onychodactylus nipponoborealis[fr]  LC  (ендемік)
- Onychodactylus tsukubaensis[fr]  CR  (ендемік)
- Сибірський кутозуб (Salamandrella keyserlingii)  LC

### Саламандрові(Salamandridae)
- Японський вогняночеревний тритон «Cynops pyrrhogaster»  NT  (ендемік)
- Тритон окінавський (Cynops ensicauda)  VU  (ендемік)
- Тритон Андерсона (Echinotriton andersoni)  VU

## Безхвості(Anura)
До ряду відносяться жаби та ропухи. Ряд налічує понад 6000 видів, з яких в Японії трапляється 47 видів.

### Ропухові(Bufonidae)
- Ропуха азійська, Bufo gargarizans  LC 
  - B. g. miyakonis (ендемічний підвид)
- Ропуха японська, Bufo japonicus  LC  (ендемік)
- Bufo torrenticola  LC  (ендемік)
- Ага (Rhinella marina) Список земноводних Японії: інформація на сайті МСОП (англ.)   (інтродукований[1])

### Dicroglossidae
- Жаба прибережна (Fejervarya limnocharis)  LC
- Fejervarya kawamurai[en]
- Fejervarya sakishimensis  LC
- Limnonectes namiyei[en]  EN  (ендемік)

### Райкові(Hylidae)
- Райка японська (Dryophytes japonicus)  LC
- Hyla hallowellii[en]  LC  (ендемік)

### Карликові райки(Microhylidae)
- Microhyla okinavensis[fr]  LC  (ендемік)
- Microhyla kuramotoi  LC  (ендемік)

### Піпові(Pipidae)
- Шпоркова жаба гладенька (Xenopus laevis)  LC  (інтродукований[1])

### Жаб'ячі(Ranidae)
- Babina holsti[en]  EN  (ендемік)
- Babina subaspera[en]  EN  (ендемік)
- Жаба горбкувата, Glandirana rugosa  LC  (ендемік)
- Glandirana susurra[en]  EN  (ендемік)
- Велика зелена жаба, Lithobates catesbeianus  LC  (інтродукований[1])
- Nidirana okinavana[en]  EN  |(ендемік)
- Odorrana splendida[fr]  EN  (ендемік)
- Odorrana amamiensis[en]  EN  (ендемік)
- Odorrana supranarina[en]  EN  (ендемік)
- Odorrana ishikawae[en]  EN  (ендемік)
- Odorrana narina[en]  EN  (ендемік)
- Odorrana utsunomiyaorum[en]  EN  (ендемік)
- Жаба чорнопляма, Pelophylax nigromaculatus  NT
- Pelophylax porosus[en]  LC
- Жаба Дибовського, Rana dybowskii  LC
- Rana pirica[en]  LC
- Rana japonica[en]  LC  (ендемік)
- Rana ornativentris[en]  LC  (ендемік)
- Rana neba[fr]  LC  (ендемік)
- Rana ulma[en]  VU  (ендемік)
- Rana kobai[fr]  NT  (ендемік)
- Rana sakuraii[en]  LC  (ендемік)
- Rana tagoi[en]  LC  (ендемік)
- Rana tsushimensis[en]  NT  (ендемік)

### Веслоногі(Rhacophoridae)
- Buergeria buergeri  LC  (ендемік)
- Buergeria japonica[en]  LC  (ендемік)
- Buergeria choui  LC
- Веслоніг домовий, Polypedates leucomystax  LC  (інтродукований[1])
- Kurixalus eiffingeri[en]  LC
- Zhangixalus amamiensis  LC  (ендемік)
- Zhangixalus arboreus[en]  LC  (ендемік)
- Zhangixalus viridis[en]  LC  (ендемік)
- Zhangixalus owstoni[en]  NT  (ендемік)
- Zhangixalus schlegelii  LC  (ендемік)